# RED A03

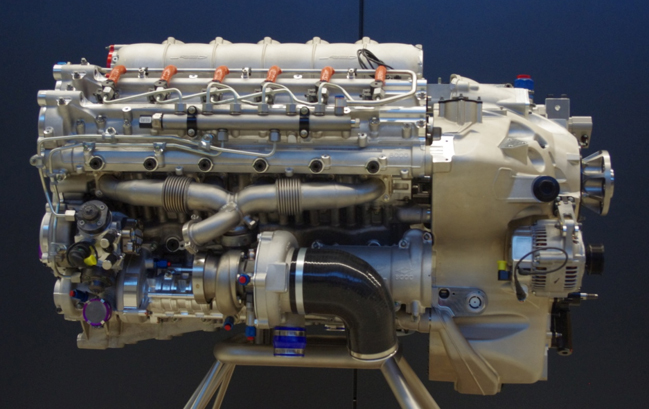
RED A03 von rechts

Der RED A03 ist ein V12-Dieselflugmotor des deutschen Herstellers RED Aircraft GmbH aus Adenau. 2014 erhielt er die Zulassung der European Union Aviation Safety Agency (EASA) nach CS/Part-23 (leichte Motorflugzeuge). Er wird unter anderem im Trainer Jak-152 eingesetzt. Der A03 ist der stärkste aktuell hergestellte Dieselflugmotor.

## Entwicklung

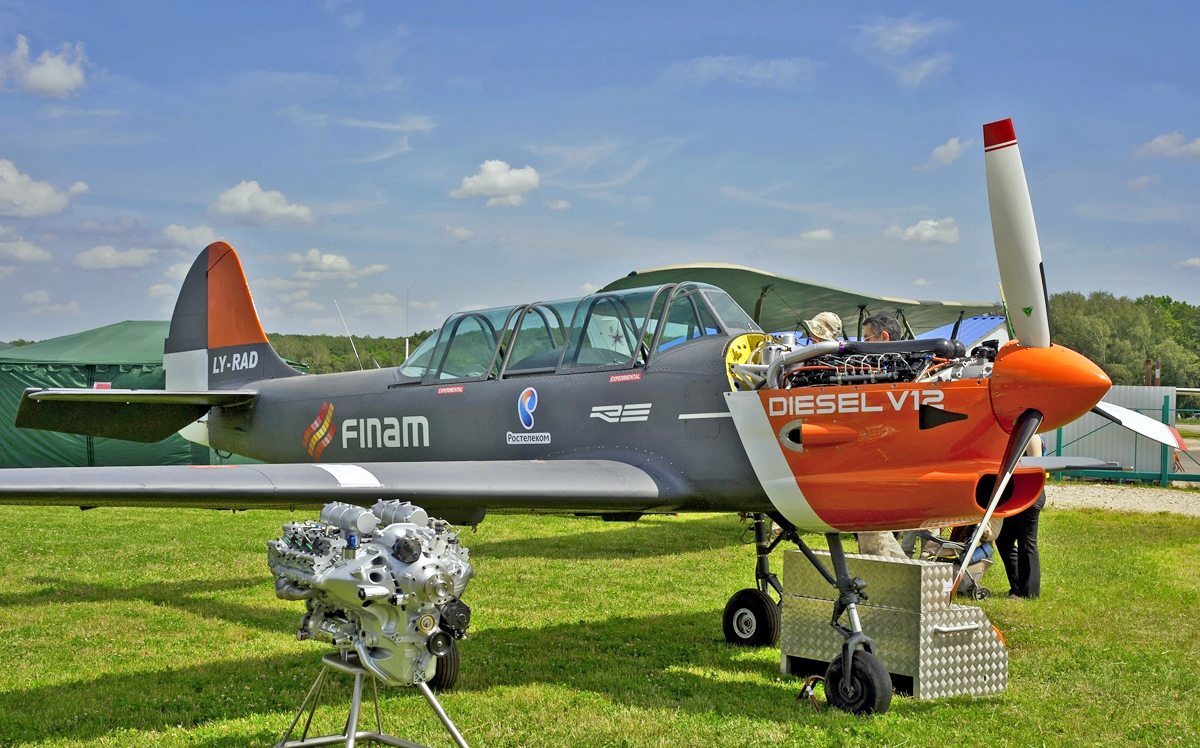
Testflugzeug Jak-52

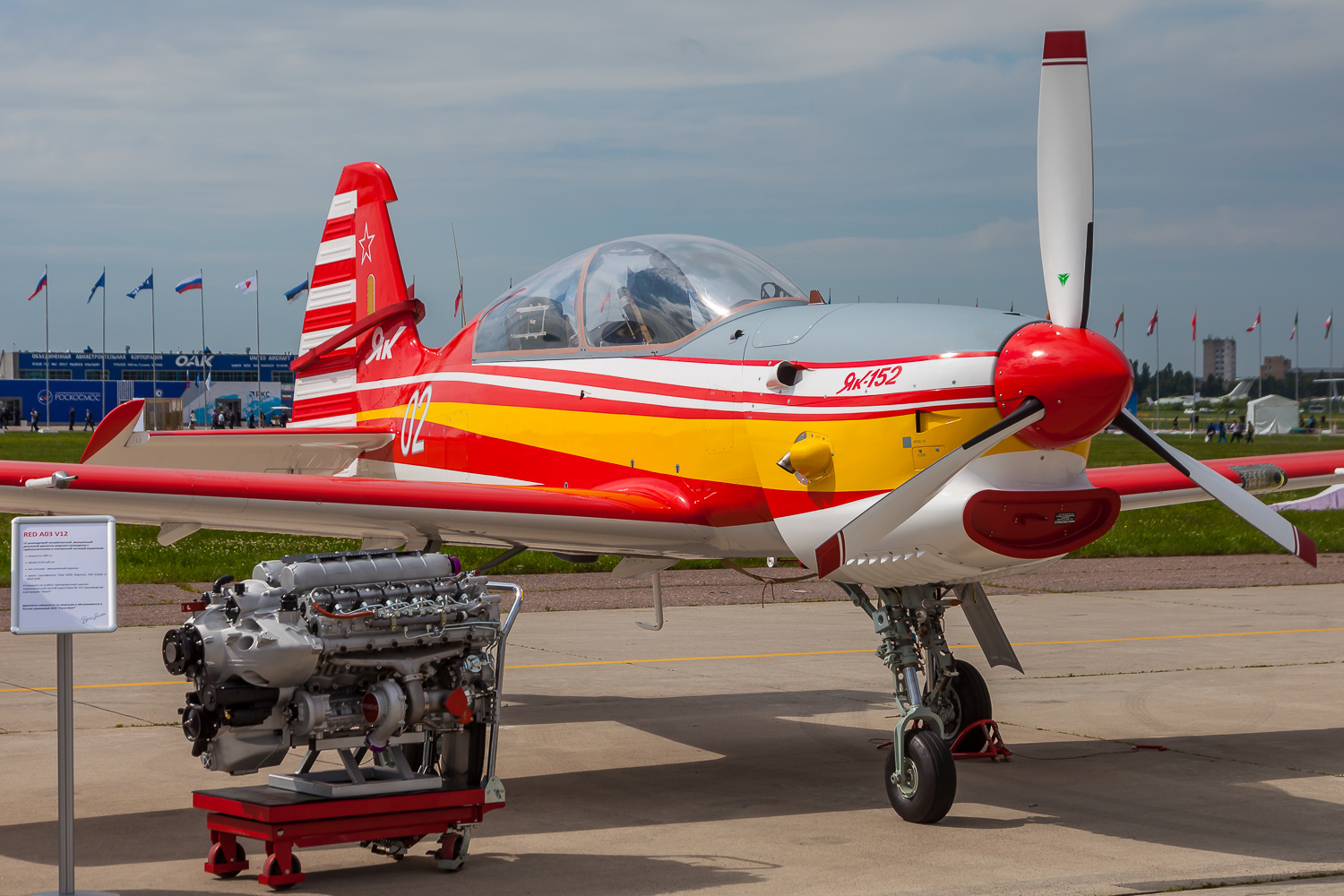
Prototyp 02 der Jak-152 mit RED-A03-Motorisierung

Der A03 wurde von Vladimir Raikhlin und dessen Firma Raikhlin Aircraft Engine Developments GmbH (RED Aircraft) entwickelt, um eine kostengünstige Alternative zu den vorhandenen Kolbenflugzeugmotoren zu bieten, die in der Regel bereits sehr alt sind und Flugbenzin verwenden (Ausnahme: Technify, ehemals Thielert aus Sachsen und Austroengine aus Österreich). Er kostet ungefähr 170.000 US-Dollar.
Der A03 verfügt über ein Einhebel-FADEC.
Die Flugtests wurden mit einer Jak-52 (Luftfahrzeugkennzeichen LY-RAD) durchgeführt.

## Technische Daten
- V12-Viertaktdiesel, DOHC mit 80° Bankwinkel. Die beiden Zylinderbänke können unabhängig voneinander betrieben werden.[6]
- 2 Turbolader mit Intercooler
- Common-Rail-Einspritzung
- Startleistung: 368 kW (500 PS) bei 2127/min[1]
- Reiseleistung: 338 kW (460 PS) bei 1995/min[1]
- Spezifischer Verbrauch: 210 g/kWh[1]
- Hubraum: 6134 cm³[1]
- Bohrung: 86 mm[1]
- Hub: 88 mm[1]
- Treibstoff: Kerosin, Dieselkraftstoff[1]
- Trockengewicht: 363 kg[1]
- Breite: 850 mm[1]
- Tiefe: 1114 mm[1]
- Höhe: 750 mm[1]
- Untersetzung Propellergetriebe: 1:1,88[1]

## Installationen
- Jakowlew Jak-152 bis 2024
- Jak-18T[7]
- AirTractor 301[8]
- Otto Aviation Celera 500L
- Fletcher FU-24[9]
- Pro-Avia-Geschäftsflugzeug (in Entwicklung)[9][10]
- Ju-52 NG (Konzept)[11]
- DHC-2 Beaver[12]